# 台北國際航太暨國防工業展
台北國際航太暨國防工業展（英文：Taipei Aerospace & Defense Technology Exhibition，簡稱：航太國防展/TADTE）是一項以國防、航空、太空、無人載具、軍警部品及訓練設備為主的國際專業展覽，由中華民國對外貿易發展協會主辦，於1981首次辦理，並於西元單數年辦理。

## 參展機構

### 中華民國國防部
中華民國國防部於每屆展覽籌組國防館，組織轄下單位及中科院展出最新裝備及科研成果。
- 2007：T93狙擊步槍、陸劍二防空飛彈系統
- 2009：T-75 81毫公尺迫擊砲、XT-97突擊步槍
- 2015：騰雲無人機、海劍羚飛彈系統、鎮海火箭彈系統
- 2019：劍翔無人機
- 2023：T112狙擊步槍、銳鳶無人機

### 國家太空中心
國家太空中心是台灣執行太空計畫的專責機關，於每屆展覽籌組廠商組成台灣太空形象館，展出該中心及廠商最新發展的太空相關科技及設備。

## 展覽演進

### 2009年，第10屆
- 辦理日期：8月13日至16日
- 廠商數：97家
- 攤位數：681個

### 2011年，第11屆
- 辦理日期：8月15日至18日
- 廠商數：91家
- 攤位數：690個

### 2013年，第12屆
- 辦理日期：8月13日至16日
- 廠商數：103家
- 攤位數：688個

### 2015年，第13屆
- 辦理日期：8月13日至16日
- 廠商數：126家
- 攤位數：694個

### 2017年，第14屆
- 辦理日期：8月17日至19日
- 廠商數：141家
- 攤位數：761個

### 2019年，第15屆
- 辦理日期：8月15日至17日
- 廠商數：159家
- 攤位數：794個
- 媒體報導：[8]

### 2023年，第16屆
- 辦理日期：9月14日至16日
- 廠商數：275家
- 攤位數：968個
- 展覽口號：Show Off Your ARMS
- 展覽主題：翱翔天際、探索宇宙、鞏固防衛、產業縱橫
- 重要事件：
  - 展出場地自台北世界貿易中心遷往台北南港展覽館1館辦理
  - 美國在台協會首次組團參展[9]
- 媒體報導：[10][11]

- 國防館
- 太空形象館
- 美國館
- 雷虎展出水下無人載具

### 2025年，第17屆
- 展覽日期：9月18日至20日
- 展覽口號：Future Defense, Boundless Innovation
- 展覽主題：先進國防、永續飛行、韌性供應鏈、無人未來
- Hashtag：Advanced Defense、Green Aviation、Resilient Supply Chain、Unmanned Evolution